# Come Back Alive

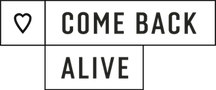

Come Back Alive (ukrainisch Повернись живим, auf Deutsch „Komm lebend wieder“) ist eine ukrainische Nichtregierungsorganisation, die sich während des Krieges im Donbas auf der Basis von Crowdfunding formiert hat, um der ukrainischen Armee zu helfen. Die Aktivitäten werden auch nach dem Beginn des russischen Angriffskrieges auf die Ukraine fortgesetzt. Come Back Alive ist eine der größten Hilfsorganisationen in diesem Bereich und ist auf technische Unterstützung spezialisiert, insbesondere durch Wärmebildkameras und Nachtsichtgeräte.
Weiterhin umfasst die Arbeit neben Ausbildung, medizinischer Unterstützung, psychologischen Maßnahmen auch andere Projekte.
Seit 2019 ist die Organisation zudem Co-Ausrichter der Invictus Games in der Ukraine.

## Geschichte
Come Back Alive wurde 2014 von Witalij Dejnega gegründet, einem IT-Spezialisten aus Kiew. Wie andere freiwillige Helfer der ukrainischen Streitkräfte begann er damit schusssichere Westen für Soldaten zu kaufen. Auf jeder brachte er eine Aufschrift an, die zum Namen seiner Facebook-Gruppe und später zum Namen der gemeinnützigen Stiftung wurde.
Laut Dejnega kamen die ersten Lieferungen am 14. Mai 2014 im Kampfgebiet an. Kurz darauf stellte er fest, dass es einen größeren Bedarf an Wärmebildkameras und Nachtsichtgeräten gab als an schusssicheren Westen. Seither stellte die Organisation hauptsächlich optische Nachtsichtsysteme bereit. Zu Beginn konzentrierte sich die Unterstützung auf die 80. und die 95. Luftlandebrigade, weitete sich aber später auf eine Vielzahl von Einheiten entlang der Front aus.
Anfangs bestand die Gruppe aus nur drei Mitgliedern. Bis Oktober 2015 waren es schon 16 und bis Juni 2016 war die Zahl auf 45 angewachsen. Die Mitglieder sind nicht nur aus Kiew, sondern auch aus Lwiw, Dnipro oder Winnyzja. In den ersten anderthalb Monaten ihres Bestehens sammelte die Stiftung etwa 1,5 Mio. Hrywnja, in den ersten sechs Monaten 12,6 Mio., im ersten Jahr 50 Mio. und nach anderthalb Jahren 70 Mio. Hrywnja. Zum 11. Februar 2022 berichtete die Organisation etwa 200 Mio. Hrywnja eingesammelt zu haben. Dieser Betrag setzt sich vorrangig aus Spenden zusammen, die einen durchschnittlichen Betrag von 500-700 Hrywnja (etwa 15-20 €) umfassen.
Die Stiftung erweiterte 2018 ihre Aktivitäten auf Medien, eine Veteranen-Organisation und eine Denkfabrik. Deren Analyseberichte werden offiziell vom Verteidigungsministerium bestellt. Die Stiftung war seit 2019 zudem Mitorganisator der Invictus Games in der Ukraine.
Im Mai 2020 wurde Oksana Koliada, die ehemalige Ministerin für temporär besetzte Gebiete, Binnenvertriebene und Veteranen, in den Stiftungsvorsitz berufen. Seit November 2020 hat der Marineinfanterist und zivile Freiwillige Taras Chmut den Vorsitz inne.
Am Tag nach der Rede des russischen Präsidenten, in der er der Ukraine ihre historische Eigenständigkeit absprach am 21. Februar 2022 erhielt die Stiftung noch bis vor dem Beginn des russischen Angriffskrieges mehr Spenden als im gesamten vorherigen Jahr.
Mit Beginn der russischen Invasion in der Ukraine 2022 wurde die Patreon-Seite von Come Back Alive entfernt, da das Einwerben von Spenden für „Gewalt und militärische Ausrüstung“ ein Verstoß gegen die Patreon-Richtlinien bedeute. Der Social-Payment-Service-Anbieter nahm nach eigener Auskunft Anstoß an der Finanzierung und Ausbildung von militärischem Personal insbesondere von Artilleristen, Pionieren und Scharfschützen.
Come Back Alive dagegen betont, dass mit den Spenden keine Waffen gekauft werden. Es werden lediglich Munition, Geräte und Fahrzeuge bereitgestellt. Die Stiftung nahm jedoch etwa 400.000 US-Dollar in Bitcoin auf anderem Wege ein.
Im Jahr 2022 verwarnte der FSB mehrere russische Bürger, weil sie an die Stiftung „Come Back Alive“ gespendet hatten, und im Jahr 2024 nahm er wegen ähnlicher Aktionen einen Bewohner der Region Nowgorod wegen Hochverrats fest. Im Frühjahr desselben Jahres wurde die Stiftung in Russland zur „unerwünschten Organisation“ erklärt.

## Aktivitäten

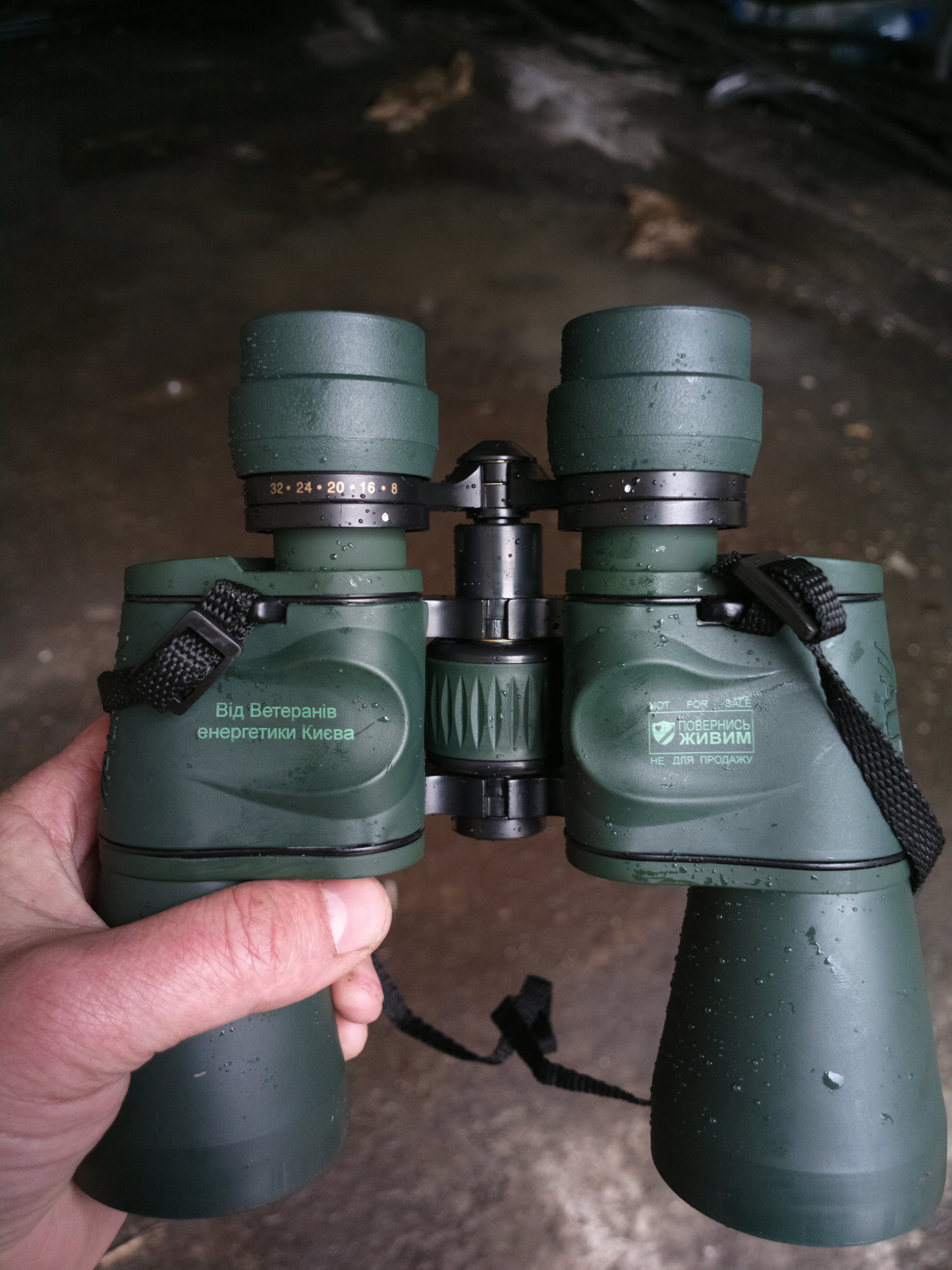
Ferngläser von Come Back Alive mit der Aufschrift „Nicht zu verkaufen“

Die erklärten Leitlinien der Organisation sind politische Neutralität, transparente Berichterstattung über Einnahmen und Ausgaben und die Verteilung der Hilfen an die Stellen mit dem größten Bedarf.
Hauptsächlich werden Einheiten unterstützt, die in intensive Kampfhandlungen verwickelt sind. Im Report vom Oktober 2015 wurde berichtet, dass Hilfen an 66 Einheiten ausgegeben wurden. Die gespendete Ausrüstung wird Eigentum der Einheit, wofür die Militärverwaltung dementsprechende Dokumente ausstellt.
Teure Ausrüstung wird mit den Aufschriften „Come Back Alive“ und „Nicht zum Verkauf“ in Ukrainisch und Englisch markiert.
Seit November 2014 wird jeder Ausrüstungsgegenstand mit einer laufenden Nummer versehen, um effektiver einen Weiterverkauf verhindern zu können und um mehr Transparenz zu gewährleisten.
Die Organisation trainiert außerdem Soldaten und bietet Fortbildungen für Scharfschützen, Pioniere, Artilleristen, medizinisches Personal und Verteidigungsanalysten an. Auch nach dem aktiven Dienst werden Soldaten durch Come Back Alive beispielsweise durch Sportrehabilitation unterstützt.

## Spendensammeln
Die Stiftung sammelt Spenden auf verschiedenen, auch bargeldlosen, Wegen und organisiert Spendenveranstaltungen wie beispielsweise:
- Im Juli 2014 fand in Lwiw ein spezielles Kunstprojekt statt, das Spendengelder für die 80. und 95. Luftlandebrigade einwarb.[43][44]
- In 2014 und 2015 ließ die Organisation großformatige Kalender drucken, die Porträts von Soldaten zeigten, die an der Schlacht um den Flughafen Donezk teilgenommen hatten. Die Spenden wurden zur Reparatur ihrer Fahrzeuge sowie zur Ausstattung der Verstärkung mit Wärmebildkameras verwendet.[45][46][47]
- Im Januar 2015 startete die Stiftung eine Zusammenarbeit mit der Oschadbank, der staatlichen Sparbank der Ukraine, die ihrerseits technische Unterstützung für das Spendensammeln einbrachte; genauer durch ihr System für bargeldlosen Geldverkehr und Kartenterminals.[48]
- Im März 2015 begannen Come Back Alive und mehrere andere Freiwilligenorganisationen mit dem Verkauf von T-shirts und Schals, um die Ausstattung der Soldaten zu finanzieren.[49]
- Im April 2015 startete die Stiftung zusammen mit Ukrposhta, der staatlichen Postgesellschaft der Ukraine, den Verkauf von Sonderpostkarten für die Soldaten. Die Einnahmen wurden zum Kauf eines Rettungswagens für die Armee verwendet.[50][51][52][53][54]
- Im Februar 2016 lud Come Back Alive dazu ein mit den Frontsoldaten SMS-Nachrichten auszutauschen, um deren Moral zu stärken. Ausschnitte daraus sollen in einem Buch zusammengefasst werden, dessen Einnahmen aus dem Verkauf ebenfalls zur Unterstützung der Armee dienen sollen.[55][56]

Die Stiftung erhält nicht nur Spenden aus der Ukraine, sondern auch aus anderen Ländern. Speziell mehrere Wärmebildkameras konnten mit der Hilfe der ukrainischen Diaspora in San Francisco gekauft werden. Die Listen von Spenden und Ausgaben wird online veröffentlicht. Die Personalkosten der Stiftung selbst werden nicht durch Spenden finanziert, sondern von bestimmten einzelnen Sponsoren.

## Bewertung
Die Bewertung der Arbeit gemeinnütziger ukrainischer Projekte, die vom Ukrainischen Philanthropie Forum veröffentlicht wird, kam in den Jahren 2014, 2015, 2017, 2018 und 2019 zu dem Ergebnis, dass Come Back Alive eine der effektivsten und transparentesten Gemeinnützigen- und Freiwilligeninitiativen der Ukraine war.

## Auszeichnungen
- Der Gründer der Stiftung Vitaliy Deynega wurde vom Präsidenten der Ukraine 2014 mit dem Verdienstorden dritter Klasse[69][70] und 2019 mit dem Iwan-Masepa-Kreuz ausgezeichnet.[71]
- Am 15. Januar 2016 wurde die Stiftung mit der nicht-staatlichen Auszeichnung „Volksheld der Ukraine“ geehrt, die von einer Kommission aus bekannten Soldaten und zivilen Freiwilligen vergeben wird.[72][73]
- Am 13. Mai 2016 zeichnete der ukrainische Verteidigungsminister Stepan Poltorak Mitarbeitende der Stiftung mit der Medaille „Für die Unterstützung der ukrainischen Streitkräfte“ aus, darunter Darja Bura, Witalij Dejnega, Alina Zhuk, Artem Parkhomenko, Tetjana Romatsch, Victoria Stokratiuk and Irina Turchak.[74]
- Weiterhin erhielt Come Back Alive Auszeichnungen verschiedener Militäreinheiten wie zum Beispiel des 3. Kommando-Sonderregiments.[75]